# Thomas Staughton Savage
Thomas Staughton Savage (Cromwell, Connecticut, 7 de junho de 1804 — Rinebeck, Nova York, 27 de dezembro de 1880) foi um pastor protestante americano, missionário, médico e naturalista. Primeiro casamento com Susan A. Metcalfe em 28 de setembro de 1838, após sua morte ele se casou com Elizabeth Rutherford neta da autora Eliza Fenwick em 1844. Em 1836 foi enviado como missionário para a Libéria. Durante seu tempo na África ele adquiriu o crânio e outros ossos de uma espécie desconhecida do macaco, que ele descreveu em 1847 na Sociedade de História Natural de Boston com o naturalista americano e anatomista Jeffries Wyman, com o nome científico  Troglodytes gorilla, agora conhecido como o gorila ocidental.